# Лаврови
Лаврови или Дафинови (Lauraceae) е семейство покритосеменни, което включва лавъра и близкородствените му видове. Обединява 2850 известни вида в около 45 рода от цял свят. Те са двусемеделни и и се срещат главно в топли умерени и тропически региони, основно в Югоизточна Азия и Южна Америка. Много от тях са ароматни вечнозелени дървета или храсти, но някои, като Sassafras, са широколистни или включват както широколистни, така и вечнозелени дървета и храсти, особено в тропически и умерен климат. Родът Cassytha е уникален в семейство Лаврови с това, че членовете му са паразитни лози. Повечето лаврови растения са силно отровни.
Лаврови дават името си на местообитания, известни като лаврови гори, които имат много дървета, които външно приличат на Лаврови, но може да принадлежат към други семейства като Магнолиеви или Миртови. Различни видове лаврови гори се срещат на повечето континенти и големи острови.

## Описание
Повечето лаврови са вечнозелени дървета. Изключенията включват около 20 вида от род Cassytha, всички от които са паразитни лози.
Листата им са последователни или срещуположни без прилистници. Цветовете са обикновено двуполови, актиноморфни. 
Плодовете на Лаврови са костилкови, едносеменни месести плодове с твърд слой, ендокарп, заобикалящ семето. Но ендокарпът е много тънък, така че плодът прилича на зрънце с едно семе. Плодовете при някои видове (особено при родовете Ocotea и Oreodaphne) са частично потопени или покрити с чашовидна или дебела купула, която се образува от тръбата на чашката, там където дръжката се свързва с плода; това придава на плода външен вид, подобен на жълъд. При някои видове Lindera плодовете имат хипокарпиум в основата на плода.

## Разпространение
Семейство Лаврови има световно разпространение в зони с тропически и топъл климат. Лаврови са важен компонент на тропическите гори, вариращи от ниско разположени до планински. В няколко гористи региона Лаврови са сред петте най-многобройни семейства по отношение на броя присъстващи видове.

## Употреба и икономическо значение
Основните приложения със стопанско значение на лавровите са три – много видове съдържат етерични масла, които се използват в парфюмерията (камфорово дърво) и като подправки (канела), плодовете на авокадото се използват за храна, а много видове от род Litsea имат висококачествена твърда дървесина. Някои видове се използват и като декоративни растения.

## Таксономия
Към септември 2022 г. семейството обхваща над 2000 вида, обединени в 56 рода, като класификацията им не е напълно уточнена:
- Actinodaphne
- Adenodaphne
- Aiouea
- Alseodaphne
- Alseodaphnopsis
- Aniba
- Aspidostemon
- Beilschmiedia
- Caryodaphnopsis
- Cassytha
- Chlorocardium
- Cinnadenia
- Cinnamomum – Канела
- Clinostemon
- Cryptocarya
- Damburneya
- Dehaasia
- Dicypellium
- Dodecadenia
- Endiandra
- Endlicheria
- Eusideroxylon
- Hexapora
- Hypodaphnis
- Kubitzkia
- Kuloa
- Laurus
- Licaria
- Lindera
- Litsea
- Machilus
- Mespilodaphne
- Mezilaurus
- Nectandra
- Neocinnamomum
- Neolitsea
- Nothaphoebe
- Ocotea
- Paraia
- Parasassafras
- Persea – Авокадо
- Phoebe
- Phyllostemonodaphne
- Pleurothyrium
- Potameia
- Potoxylon
- Rhodostemonodaphne
- Sassafras – Сасафрас
- Sextonia
- Sinopora
- Syndiclis
- Triadodaphne
- Umbellularia
- Urbanodendron
- Williamodendron
- Yasunia